# Expedition 14
L'Expedition 14 è stato il quattordicesimo equipaggio della Stazione spaziale internazionale. Due membri dell'equipaggio, Michael López-Alegría e Michail Vladislavovič Tjurin sono partiti dal Cosmodromo di Baikonur il 18 settembre 2006 alle 04:09 UTC a bordo della Sojuz TMA-9. Si sono uniti a Thomas Reiter che è giunto sulla stazione a bordo dello Space Shuttle Discovery con la missione STS-121 il 6 luglio 2006. A dicembre 2006 la missione STS-116 del Discovery ha trasportato Sunita Williams per sostituire Reiter come terzo membro della Expedition 14. Il 21 aprile 2007 Lopez-Alegria e Tjurin sono tornati sulla Terra con la Sojuz TMA-9 alle 12:31:30 UTC.

## Equipaggio
| Ruolo               | Settembre – Dicembre 2006               | Dicembre 2006 – Aprile 2007             |
| ------------------- | --------------------------------------- | --------------------------------------- |
| Comandante          | Michael López-Alegría, NASA Quarto volo | Michael López-Alegría, NASA Quarto volo |
| Ingegnere di volo 1 | Michail Tjurin, Roscosmos Secondo volo  | Michail Tjurin, Roscosmos Secondo volo  |
| Ingegnere di volo 2 | Thomas Reiter, ESA Secondo volo         | Sunita Williams, NASA Primo volo        |

### Equipaggio di riserva
- Comandante: Peggy Whitson  Stati Uniti
- Ingegnere di volo: Jurij Ivanovič Malenčenko  Russia
- Ingegnere di volo: Clayton Anderson  Stati Uniti

## Parametri della missione
- Perigeo: 384 km
- Apogeo: 396 km
- Inclinazione: 51,6°
- Periodo: 1 ora e 32 minuti
- Aggancio: 20 settembre 2006, 5:21 UTC
- Sgancio: 21 aprile 2007, 09:11 UTC
- Durata dell'attracco:

## Obiettivi
- Continuare l'assemblaggio della Stazione Spaziale Internazionale con tre passeggiate spaziali e due missioni Shuttle: STS-116 (Discovery) e STS-117 (Atlantis).
- Riposizionare la Sojuz TMA-9 dal portello di poppa del modulo Zvezda al portello del modulo Zarja.
- Rifornire la stazione attraverso i carichi di cibo, acqua, carburante e rifornimenti trasportati da tre navette Progress e dagli Space Shuttle.
- Riconfigurare i sistemi energetici dai pannelli solari e dal sistema di raffreddamento.
- Rimuovere ed espellere le coperture dei segmenti.

## Missione

### Lancio
Il primo equipaggio è stato lanciato assieme a Anousheh Ansari con la navetta Sojuz TMA-9 dal Cosmodromo di Baikonur a bordo di un razzo Sojuz alle 4:10 UTC il 18 settembre 2006, pilotata dal cosmonauta Tjurin. La Sojuz si è agganciata perfettamente alla stazione spaziale due giorni dopo, alle 5:21 UTC del 20 settembre. I membri della Expedition 14, assieme ad Ansari sono stati accolti a bordo della stazione dei membri dell'Expedition 13 Pavel Vinogradov, Jeff Williams, e dall'astronauta ESA Thomas Reiter, che è passato da membro dell'Expedition 13 a membro dell'Expedition 14.

### Rientro dell'Atlantis
La ISS è stata posizionata il giorno successivo all'attracco in modo che l'equipaggio potesse osservare il rientro dello Space Shuttle Atlantis al termine della missione STS-115. Mentre osservavano l'ingresso nell'atmosfera dello Shuttle, Lopez-Alegria e Williams hanno commentato gli eventi per il Controllo missione di Houston.

### EVA 1
La prima passeggiata spaziale ha avuto luogo il 22 novembre 2006 alle 23:17 UTC, dopo essere stata rinviata di qualche ora a causa di un problema con la tuta spaziale di Tjurin.
Durante le attività extraveicolari, Tjurin ha colpito una pallina da golf dall'esterno del Pirs docking module. Questo "esperimento" è stato sponsorizzato da una azienda di Toronto che costruisce mazze da golf. La pallina pesava solo 3 grammi, in confronto ai 48 di una pallina da golf standard, in modo da non essere pericolosa se fosse entrata in collisione con qualche componente della stazione. Questo "colpo" è stato effettuato 35 anni dopo lo storico lancio di Alan Shepard sulla Luna durante la missione Apollo 14.
È stata compiuta una ispezione della antenna Kurs sulla navetta Progress 23 che era situata sull'estremità di poppa del modulo modulo Zvezda il 26 ottobre 2006. L'aggancio finale della navetta era stato rimandato di oltre 3 ore poiché il Controllo Missione di Mosca non era sicuro che l'antenna fosse completamente ritratta. Tjurin e Lopez-Alegria si sono mossi sul retro del modulo Zvezda per fotografare l'antenna, che si trovava completamente dispiegata. Tjurin ha utilizzato un cacciavite per sbloccare l'antenna e tentare di ritrarla. I controllori di volo russi hanno anche tentato di effettuare questa operazione tramite un motore, ma entrambi i tentativi sono falliti, quindi il compito è stato abbandonato.
In seguito è stata riposizionata una antenna WAL che guiderà l'Automated Transfer Vehicle nell'attracco automatico alla stazione spaziale.
Successivamente è stato installato il BTN neutron experiment, che caratterizza le particelle cariche e neutre nell'orbita bassa terrestre. Posizionato sopra il modulo Zvezda potrà raccogliere dati durante i brillamenti solari che saranno molto utili agli scienziati. Le due coperte termiche del BTN sono state espulse prima che gli astronauti tornassero al docking compartment alle 4:55 UTC del 23 novembre, concludendo la passeggiata spaziale di 5 ore e 38 minuti.